# Mathilde (2017)

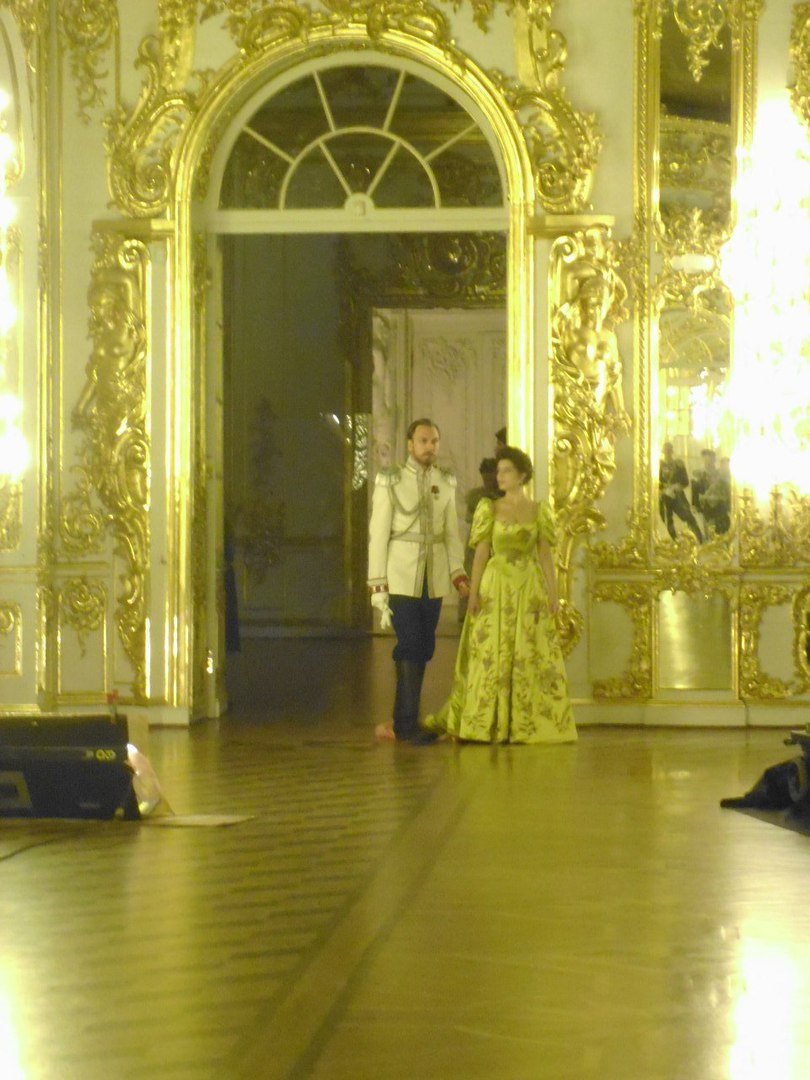
Dreharbeiten zu Mathilde

Mathilde (Alternativtitel: Mathilde – Liebe ändert alles, russisch Матильда Matilda) ist ein russisches Filmdrama des Regisseurs Alexei Utschitel aus dem Jahr 2017. Das Drehbuch stammt von Alexander Terekhow.

## Handlung
Der Thronerbe Nikolaus verliebt sich in die weltberühmte Primaballerina Matilda Kschessinskaja. Neben der glücklichen Romanze mit der nicht standesgemäßen Ballerina kommt es zur Vernunftehe mit Prinzessin Alix von Hessen.

## Veröffentlichung
Die russischen Fernsehsender weigerten sich, den Filmtrailer zu zeigen, speziell nachdem Kyrill I., Patriarch von Moskau und ganz Russland, den Film kritisiert hatte, „ohne den Namen in den Mund zu nehmen um ihn nicht zu verunreinigen“. Er brachte den Film mit Unfrieden in Zusammenhang und warnte vor der Verletzung von Gefühlen. Orthodoxe und Monarchisten hetzten gegen den Film, über Monate gab es Angriffe auf das Büro des Regisseurs selbst mit Molotowcocktails, sowie in Brand gesteckte Autos. Die Russische Regierungszeitung bemühte sich elf Tage vor der Premiere am 23. Oktober festzuhalten, dass die Kunst nicht den Fakten der Geschichte verpflichtet sei, sie aber immer wieder neu schreibe, und bezeichnete den Film als Märchen. Bis Ende 2017 erreichte der Film in Russland knapp zwei Millionen Zuschauer.